# Riserva naturale Schiara occidentale
La riserva naturale Schiara occidentale è un'area naturale protetta della regione Veneto istituita nel 1975.
Occupa una superficie di 3.172,00 ha sul Gruppo della Schiara nella provincia di Belluno.